# 博科諾
博科諾是委內瑞拉的城鎮，由特魯希略州負責管轄，位於該國西北部，始建於1563年5月30日，面積1,365平方公里，海拔高度1,225米，受熱帶氣候影響，2001年人口79,710。

## 外部連結
- bocono-trujillo.gov.ve （西班牙文）
- bocono.org （西班牙文）
- Boconó in venezuelatuya.com （页面存档备份，存于）
- Flag and Coat of Arms （页面存档备份，存于） （西班牙文）
- Tourist information on Boconó （西班牙文）

9°25′00″N 70°27′00″W / 9.41667°N 70.45°W